# 北安州
北安州（ほくあんしゅう）は、中国にかつて存在した州。現在の河北省承徳市南西部に設置された。
1007年（統和25年）、遼代により設置された。1143年（皇統3年）、金代により廃止された。